# ساكن ناجي

تعديل مصدري - تعديل

ساكن ناجي هي إحدى قرى عزلة جعار بمديرية خنفر التابعة لمحافظة أبين، بلغ تعداد سكانها 202 نسمة حسب تعداد اليمن لعام 2004.